# Мичуринское сельское поселение (Крым)
Мичуринское се́льское поселе́ние (укр. Мічурінське сільське́ посе́лення, крымскотат. Къабурчакъ кой юрту, Qaburçaq köy yurtu) — муниципальное образование в Белогорском районе Республики Крым России.
Административный центр — село Мичуринское.

## География
Расположено в восточной части Белогорского района, в продольной долине Внутренней гряды Крымских гор, в верхней части долины реки Кусук-Карасу, у западного подножия массива Кубалач.

## Население
| 2001  | 2014  | 2015  | 2016  | 2017  | 2018  | 2019  |
| ----- | ----- | ----- | ----- | ----- | ----- | ----- |
| 1564  | ↘1290 | ↗1291 | ↗1304 | →1304 | ↘1292 | ↗1296 |
| 2020  | 2021  |       |       |       |       |       |
| ↗1315 | ↗1385 |       |       |       |       |       |

## Состав
В состав сельского поселения входят 2 населённых пункта:
| № | Населённый пункт | Тип населённого пункта       | Население |
| - | ---------------- | ---------------------------- | --------- |
| 1 | Мичуринское      | село, административный центр | ↘723      |
| 2 | Лечебное         | село                         | ↘567      |

## История
В 1923 году был образован Кабурчакский сельский совет.
Указом Президиума Верховного Совета РСФСР от 21 августа 1945 года был переименован в Мичуринский сельский совет.
На 15 июня 1960 года в составе сельсовета числились 2 села (Мичуринское и Лечебное).
Статус и границы Мичуринского сельского поселения установлены Законом Республики Крым от 5 июня 2014 года № 15-ЗРК «Об установлении границ муниципальных образований и статусе муниципальных образований в Республике Крым».